# فيكتور سيوستروم
فيكتور ديفيد سيوستروم ( بالسويدية:  [Victor Sjöström] ؛ 20 سبتمبر 1879 - 3 يناير 1960) ، المعروف أحيانًا في الولايات المتحدة باسم فيكتور سيوستروم ، كان مخرجًا سينمائيًا وكاتب سيناريو وممثلًا سويديًا رائدًا . بدأ حياته المهنية في السويد ، قبل أن ينتقل إلى هوليوود في عام 1924. عمل سيوستروم بشكل أساسي في العصر الصامت. كان سيوستروم المخرج السويدي الأبرز في «العصر الذهبي للفيلم الصامت» في أوروبا وهو أحد الأباء الروحيين لسينما السويدية . في وقت لاحق في الحياة، ولعب دورا رائدا في رائعة المخرج الأسطروي انغمار بيرغمان التوت البري (1957) .

## حياته
ولد في سيلبودال ، في فارملاند المنطقة من السويد ، وكان السنة من عمره عندما كان والده، أولوف أدولف سيوستروم انتقل، والأسرة إلى بروكلين، نيويورك . توفيت والدته عندما كان يبلغ من العمر سبع سنوات في عام 1886. عاد سيوستروم إلى السويد حيث عاش مع أقاربه في ستوكهولم ، وبدأ حياته المهنية في التمثيل في سن السابعة عشرة كعضو في شركة مسرحية سياحية.

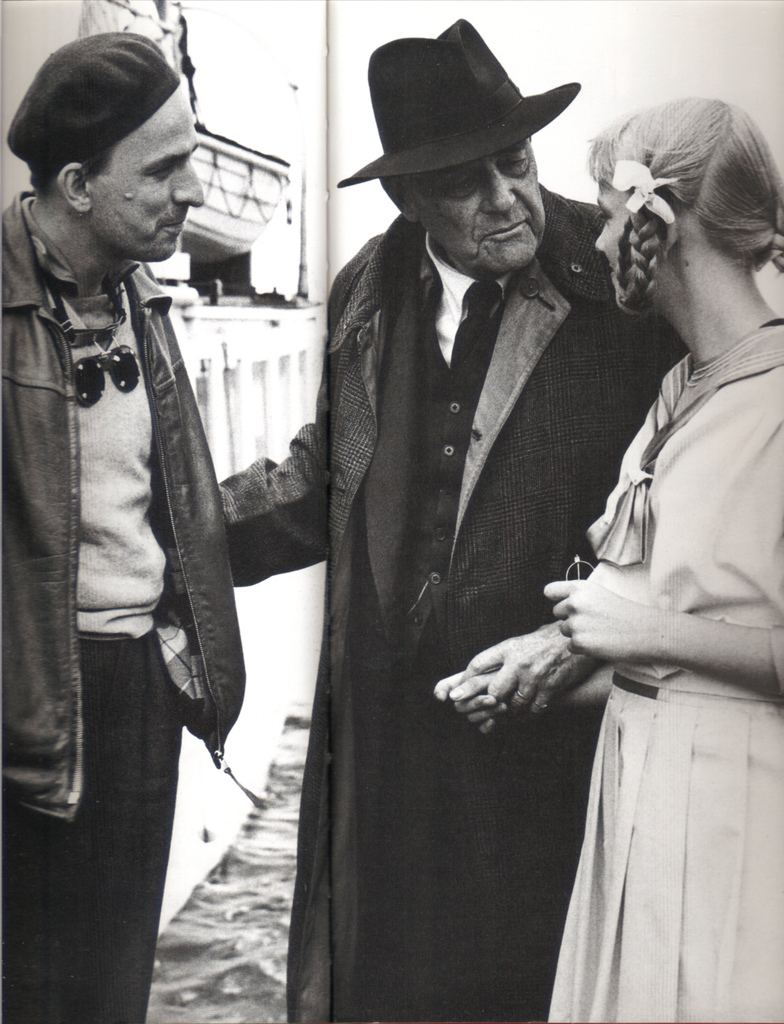
سيوستروم مع بيرجمان

انطلق من المسرح إلى صناعة الأفلام السينمائية الوليدة ، وقد صنع فيلمه الأول في عام 1912 تحت إشراف موريتز ستيلر . بين ذلك الحين وعام 1923 ، أخرج 41 فيلمًا آخر في السويد ، بعضها ضاع الآن . تتميز العديد من أفلامه من تلك الفترة بتصوير دقيق للشخصية ورواية القصص الجميلة والإعدادات المثيرة التي يلعب فيها المشهد السويدي دورًا نفسيًا رئيسيًا في كثير من الأحيان. تم تحسين الجودة الطبيعية لأفلامه من خلال تفضيله (الثوري آنذاك) للتصوير في الموقع ، خاصة في البيئات الريفية والقرية. يُعرف أيضًا بكونه رائد التحرير المستمر في صناعة الأفلام الروائية.
في عام 1923 ، قبل سيوستروم عرضًا من لويس بي. ماير للعمل في الولايات المتحدة . في السويد ، عمل في أفلامه الخاصة وكذلك في أفلام الآخرين ، لكن في هوليوود كرس نفسه للإخراج فقط. باستخدام اسم مرسوم بالإنجليزية فيكتور سيستروم .
غير مرتاح مع التعديلات اللازمة لتوجيه الأفلام الناطقة ، عاد فيكتور سيوستروم إلى السويد حيث أخرج فيلمين آخرين قبل إنهاء مجهوده النهائي في الإخراج . عاد سيوستروم إلى التمثيل في المسرح ، وقام بمجموعة متنوعة من الأدوار القيادية في أكثر من عشرة أفلام وكان مديرًا لشركة صناعة الأفلام السويدية AB . في سن الثامنة والسبعين ، قدم أدائه التمثيلي الأخير ، وربما كان أفضل ما يتذكره ، مثل البروفيسور المسن إيزاك بورغ في فيلم التوت البري للمخرج إنجمار بيرجمان (1957).
تزوج سيوستروم ثلاث مرات. توفي فيكتور سيوستروم في ستوكهولم عن عمر يناهز الثمانين ، ودُفن في (المقبرة الشمالية).

## وصلات خارجية
فيكتور سيويتروم على قاعدة بيانات الأفلام على الإنترنت